# Правила хоккея с мячом
Первый свод правил хоккея с мячом был издан в 1891 году при создании в Англии Национальной ассоциации бенди. В 1897 году в России появляется собственный вариант правил, разработанный Петром Москвиным. К 1907 году свой вариант правил игры был принят в Швеции. К середине XX века в действии оставались российский (использовавшийся в СССР) и шведский (применявшийся в Швеции, Финляндии и Норвегии) варианты правил. В 1955 году два варианта были полностью унифицированы, и эта версия используется во всём мире.

## Поле для игры
По размерам поле для хоккея с мячом практически идентично футбольному и представляет собой прямоугольную площадку длиной 90—110 и шириной 50—70 м, залитую льдом.
Разметка поля резко отличается от разметки футбольных полей или площадок для хоккея с шайбой. Нанесённые красной краской сплошные линии и окружности отмечают кромки и среднюю линию поля, центральный круг, полукруглые штрафные площади (с кругами для установки игроков при осуществлении свободных ударов) и сегменты угловых секторов. В поле обозначаются точки центра поля и точки для осуществления штрафных ударов. Кроме того, для правильного расположения игроков при нанесении угловых ударов на поле наносится пунктирная линия, параллельная линии ворот. В углах поля и по обеим сторонам средней линии выставляются флажки. У боковых кромок поля устанавливаются подвижные бортики высотой 12—18 см, верх которых должен иметь защитный слой из резины или поролона.

## Инвентарь
Ворота изготовляются из деревянных брусков или обшитых деревянными планками металлических труб. Внутренние размеры ворот составляют 210 см по высоте и 350 см по ширине. Для устойчивости к воротам крепятся боковые и задние рамы. Кроме сетки по боковым и задней кромке ворот, внутри них на небольшом расстоянии от кромки поля подвешивается гасящая сетка, свободно спадающая на лёд. Ворота должны быть устойчивыми, но подвижными — вмораживать стойки ворот в лёд правилами запрещено.
Клюшка по форме отличается от принятой в хоккее с шайбой — крюк на клюшках для хоккея с мячом выгнутый, а не прямой. Клюшки состоят из ручки и крюка, длина клюшки по наружной стороне сгиба не превышает 125 см, а ширина крюка не может быть больше 6,5 см. Масса клюшки не превышает 450 г.
Мяч для игры используется диаметром примерно 63 мм и массой около 60 г. Правила требуют, чтобы мяч был окрашен в яркий цвет. В течение долгого времени в России использовались мячи оранжевого цвета (именно этому обстоятельству обязан своим появлением неофициальный термин «оранжевый град» — ситуация, когда в ходе игры одна из команд забила в ворота другой 10 или более мячей; хотя этот показатель не даёт команде никаких турнирных преимуществ, для болельщиков «оранжевый град» служит показателем высокого класса команды и является очень престижным), в настоящее время чаще используются малиновые мячи (среди болельщиков бытует мнение, что использование этого цвета более удобно при телевизионных трансляциях игр по хоккею с мячом, впрочем, это мнение официально никем не подтверждено). Кроме того, в течение долгого времени в СССР использовались мячи, в которых твёрдая сердцевина помещалась в упругую оплётку, благодаря чему проводившиеся соревнования детских команд по хоккею с мячом имели название «Плетёный мяч».

## Состав команд
Каждая из участвующих в игре команд, по общему правилу, должна выставить на поле 11 игроков, включая вратаря. В хоккее с мячом широко применяются удаления игроков в качестве наказания за допущенные нарушения правил, однако при этом на поле в составе каждой из команд должно оставаться не меньше 7 игроков (если кто-то из них нарушит правила, то применяются отложенные штрафы, когда новый нарушитель покидает поле только после возвращения кого-либо из удалённых ранее игроков после отбытия штрафа). Как и в хоккее с шайбой, игроки могут быть заменены в любой момент и неограниченное количество раз, но замена должна осуществляться только в специально отведённой зоне у флага, стоящего на краю центральной линии, и в присутствии судьи на поле или судьи-секретаря.
Как и в футболе, полевые игроки имеют одно из трёх амплуа — защитник, полузащитник или нападающий. Функция защитника — остановить продвижение игроков другой команды к воротам своей команды. Функция нападающих — продвинувшись к воротам другой команды, забить гол. Функция полузащитников — быть связующим звеном между обороной и нападением. Однако, ни сами амплуа, ни специальные полномочия игроков каждого амплуа, ни тем более соотношение присутствующих на поле игроков каждого амплуа правилами не установлено.
Правила хоккея с мячом фиксируют лишь специфичный статус вратаря. Вратарь — единственный игрок, который не использует клюшку. Вратарь — единственный игрок, имеющий право брать мяч рукой (но только в пределах своей штрафной площади). Вратарь — единственный игрок, имеющий право играть, не только стоя на коньках, но и совершая падения и прыжки на лёд. Форма вратаря по своему цвету должна отличаться от формы полевых игроков.
Правила также устанавливают, что в составе каждой команды должен быть капитан, который наделён дополнительными правами и обязанностями. К примеру, капитан обязан выводить команду на поле и первым приветствовать игроков другой команды и зрителей, и является единственным игроком команды, имеющим право просить объяснений у судей (правила специально оговаривают — «в вежливой и корректной форме»). На левой руке капитан должен иметь повязку, цвет которой должен быть контрастным по отношению к цвету его формы.

## Продолжительность игры
Стандартная продолжительность игры в хоккее с мячом идентична принятой в футболе и состоит из двух таймов по 45 минут с перерывом продолжительностью до 20 минут. Во время перерыва команды меняются воротами. В отличие от хоккея с шайбой, на периоды выведения мяча из игры, хронометраж игры не приостанавливается: как и в футболе, потерянное время учитывается судьёй и добавляется по окончании соответствующего тайма. По этой причине, как правило после истечения времени каждого тайма игра продолжается в течение времени, добавленного арбитром.
Правила содержат целый ряд случаев, когда продолжительность игры отличается от стандартной: 
- при игре юношеских команд (15—16 лет) игра состоит из двух таймов по 35 минут, а при игре подростковых (13—14 лет) — из двух таймов по 30 минут;
- если игра идёт на открытом воздухе и его температура ниже −35 °C, то по решению главного судьи игра (если она по решению судьи не отменена вовсе) проводится в три тайма (по 30 минут) или в четыре (из них два по 25 и два по 20 минут) равной продолжительности с перерывами по 10 или 15 минут;
- правила турнира, в рамках которого проводится игра, могут предусматривать, что в случае если основное время закончилось вничью, проводится дополнительный тайм (20 или 30 минут), в середине которого команды меняются воротами (это характерно для кубковых игр или игр в турнирах «плей-офф»).

## Игра
В ходе игры полевые игроки ведут мяч клюшкой или с использованием клюшки останавливают мяч, перепасовывают его другому игроку своей команды (если получится) или наносят удар в сторону ворот соперника. В ходе игры клюшка не может подниматься выше уровня плеча. Игроки могут подыгрывать мяч коньком, но только к своей клюшке или клюшке партнёра, и подыгрывать мяч себе корпусом. Полевые игроки не могут играть рукой или головой. Им запрещено играть лёжа, сидя или стоя на коленях. По мячу нельзя наносить удары, если это связано с причинением травмы сопернику.
В ходе игры игроки не имеют права ударять или удерживать соперника, толкать его или делать подножки, бросать в соперника клюшку или мяч. Запрещены также удары по клюшке соперника, либо её подъём или прижимание ко льду.
Голом (официально в российских правилах используется термин «взятие ворот») считается ситуация, при которой мяч полностью пересёк линию ворот по льду или по воздуху в пределах створа ворот, при условии, что мяч в этот момент находился в игре и удар по нему был проведён без нарушения правил (в частности, не был нанесён рукой, ногой, туловищем или головой), либо не было допущено иного нарушения правил.

## Вне игры
Как и в футболе, в хоккее с мячом важное значение имеет положение «вне игры». По аналогии с футболом, игрок считается находящимся вне игры если в момент удара по мячу другим игроком своей команды он находился ближе к линии ворот соперника, чем игрок защищающейся команды. Как и в футболе, даже в этом случае игрок считается не вышедшим из игры, если между ним и линией ворот соперника находилось не менее двух игроков соперника, либо если он находился на своей половине поля, либо если последним мяча коснулся игрок соперника, либо если игрок принимал мяч непосредственно после спорного удара. Правило «вне игры» действует как в игровых эпизодах, так и при выполнении свободных, боковых или штрафных ударов. Если судья посчитает, что игрок, находясь вне игры, повлиял на игру, помешал сопернику или попытался получить преимущество от того, что он находится вне игры, назначается свободный удар.

## Наказания
При нарушении правил в хоккее с мячом применяется целая система наказаний, включающая в себя предупреждение, удаление игрока на 5 или 10 минут, удаление игрока до конца игры, свободный и штрафной удары.
Предупреждение может быть применено судьёй за допущенные в первый раз в течение матча пререкания с судьёй, за выход на поле без разрешения судьи на поле или судьи-секретаря, за симуляцию или затягивание времени игры. В случае повторного такого нарушения игрок удаляется. Впрочем, судья и в первый раз имеет право вместо предупреждения применить удаление.
Удаление на 5 минут (белая карточка) назначается за грубое нарушение правил, не связанное с непосредственным контактом с соперником (к примеру, за удар по клюшке соперника, за игру лежа, за игру высоко поднятой или сломанной клюшкой).
Удаление на 10 минут (синяя карточка) служит наказанием за нарушение правил, связанное с контактом с соперником (подножка, зацеп соперника клюшкой, толчок на бортик и так далее), и за неспортивное поведение (включая, к примеру, пререкания с арбитром, нецензурную брань, бросок клюшки или перчатки в мяч, вмешательство в действия судей).
Удаление до конца игры (красная карточка) назначается за особо грубые нарушения (к примеру, бросок клюшки в соперника, судью или зрителей, оскорбление судей или зрителей, умышленная грубая игра, в том числе с нанесением сопернику травмы, обоюдная драка), а также за повторные нарушения — за пререкания с судьей игрока, ранее удалявшегося на 5 или 10 минут, а также за третье (для вратарей — второе, если не истекло время первого) удаление в ходе игры.
Свободный удар назначается за большинство технических нарушений, грубую игру и недисциплинированность, если эти обстоятельства имели место за пределами штрафной площадки (впрочем, судья может счесть, что свободным ударом может быть наказано и нарушение в пределах штрафной площадки, если расценит это нарушение как не настолько опасное, чтобы назначать штрафной удар).
Штрафной удар (двенадцатиметровый) назначается за технические нарушения и грубую игру в своей штрафной площадке.
Назначение любого из наказаний осуществляется после немедленной остановки игры. Как и в других игровых видах спорта, судья не обязан останавливать игру, если нарушение было допущено обороняющейся командой и не привело к остановке нападения (то есть, если сохраняется возможность удара атакующей команды по воротам защищающихся), то есть если остановка для назначения наказания может дать преимущество нарушившей правила команде.

## Стандартные положения
Кроме описанных выше свободных и штрафных ударов, служащих формой наказания за нарушения правил, в хоккее с мячом активно используются угловые удары, проводимые нападающей командой в случае выход мяча за пределы поля через линию ворот от игроков обороняющейся команды.
Свободный удар проводится из той точки, в которой было допущено нарушение правил, а если оно было допущено в штрафной площади — то из специально обозначенной на поле точки на краю штрафной площади (17 метров от ворот). Во время осуществления свободного удара игроки соперника не могут находиться ближе чем в пяти метрах от точки пробития удара (во избежание споров при ударе с точки на краю штрафной линии, на поле наносится окружность диаметром 5 метров). Свободный удар может производиться в любом направлении. Игрок, пробивший свободный удар, не может коснуться мяча повторно, если до него мяча не коснулся любой другой игрок. Мяч, забитый непосредственно со свободного удара, засчитывается.
Штрафной удар производится из специально обозначенной на поле точки в 12 метрах от центра ворот. До момента удара все игроки обеих команд (кроме полевого игрока пробивающего удар и вратаря, защищающего ворота) должны находиться вне штрафной площадки; при нарушении этого правила игроками защищающейся команды штрафной удар пробивается повторно. Штрафной удар должен производиться в сторону ворот. Игрок, пробивший удар, не имеет права повторно коснуться мяча, пока его не коснется любой другой игрок. Мяч, забитый непосредственно со штрафного удара, засчитывается.
Угловой удар пробивается из угла поля. До момента пробития углового удара игроки защищающейся команды должны находиться вне поля за линией ворот и не ближе 5 метров от угла поля (для обеспечения этого правила на поле нанесены сектора окружности с центром в углу поля), а игроки нападающей команды (кроме пробивающего удар) должны находиться за пределами штрафной площади соперника. Мяч, забитый непосредственно с углового удара (который часто ошибочно называют «сухой лист»), засчитывается (такое редко, но случается). После свистка, обозначающего назначение углового удара, запрещается производить замены игроков. Следующая замена возможна после пробития стандартного положения.